# Leucochrysa palliceps
Leucochrysa palliceps là một loài côn trùng trong họ Chrysopidae thuộc bộ Neuroptera. Loài này được McLachlan miêu tả năm 1867.